# Universitatea catolică din Leuven
Universitatea Catolică din Leuven, sau Louvain, a fost cea mai mare, mai veche și mai cunoscută universitate din Belgia. Ea a fost înființată în 1425 sub numele de Universitatea Leuven de Ioan al IV-lea, duce de Brabant și aprobată prin bulă papală de papa Martin al V-lea.
În perioada ocupației franceze a Țărilor de Jos Austriece în timpul Războaielor Revoluției Franceze, universitatea a fost închisă prin decret al Republicii Franceze. După ce teritoriul a fost anexat de Regatul Unit al Țărilor de Jos, în 1816 s-a înființat Universitatea de Stat de la Louvain, care a existat până în 1835. În 1834, la câțiva ani după ce Belgia și-a obținut independența, Universitatea Catolică Leuven a fost reînființată.
În 1968 secțiile francofone ale universității s-au despărțit și au înființat campusul Louvain-la-Neuve, în Valonia, unde își are sediul Universitatea Catolică din Louvain-la-Neuve, de limbă franceză.

## Istorie

### Vechea universitate (1425–1797)
În secolul al XV-lea, orașul Leuven, cu susținerea ducelui Ioan al IV-lea de Brabant, a cerut oficial Sfântului Scaun înființarea unei universități. Papa Martin al V-lea a emis o bulă papală în data de 9 decembrie 1425, prin care a înființat o universitate la Leuven pentru Studium Generale. În primii ani, universitatea a fost modelată după cele de la Paris, Köln și Viena. Universitatea a înflorit în secolul al XVI-lea datorită prezenței unor cărturari și profesori celebri, cum ar fi Adriaan Florenszoon Boeyens (Papa Adrian al VI-lea), Desiderius Erasmus, Johannes Molanus, Joan Lluís Vives, Andreas Vesalius, Ferdinand Verbiest și Gerardus Mercator.

### Universitatea de stat (1816–1835)
După Războaiele Revoluției Franceze, prin tratatul de la Campo Formio, regiunea a fost cedată Republicii Franceze de către Austria în schimbul Republicii Veneția. Odată integrată oficial în cadrul Franței, a intrat în vigoare o lege din 1793 prin care se închideau toate universitățile din Franța. Universitatea Leuven a fost desființată prin decretul Departementului Dijle din 25 octombrie 1797.
Regiunea a devenit apoi parte din Regatul Unit al Țărilor de Jos (1815–1830), iar Willem I al Țărilor de Jos a înființat o nouă universitate în 1816 la Leuven ca universitate de stat (în neerlandeză Rijksuniversiteit).

### Universitatea Catolică (1834–1968)
În 1830 Belgia a devenit stat independent față de Țările de Jos. Episcopii belgieni au înființat o nouă universitate romano-catolică în 1834, la Mechelen. În 1835, recent înființata Universitate Catolică de la Mechlin s-a mutat la Leuven, și a luat numele de Universitatea Catolică Leuven, unde se închisese Universitatea de Stat. Aceasta a fost considerată a fi o reînființare a vechii Universități din Leuven, deși Curtea de Casație a Belgiei a decis că cele două instituții sunt distincte din punct de vedere legal.
În august 1914, în timpul Primului Război Mondial, Leuvenul a fost prădat de armata germană. În cursul unei acțiuni de răzbunare au fost incendiate și distruse mai multe cartiere ale orașului. A fost incendiată și hala țesăturilor, în care se afla depozitul bibliotecii universitare. În desfășurarea evenimentelor au fost distruse circa 800 de incunabule, 300.000 de cărți, precum și numeroase manuscrise, printre care tăblița cu textul E în rongorongo, găsită în Insula Paștelui. Au pierit de asemenea numeroase manuscrise și biblioteci aflate în locuințele profesorilor, distruse de război.
În octombrie 1914 Universitatea din Cambridge a adresat invitația de a găzdui Universitatea Catolică din Leuven pe timpul războiului, invitație rămasă zadarnică prin faptul că studenții fuseseră încorporați militar, iar profesorii se refugiaseră la alte universități. Pe parcursul primului război mondial nu s-au ținut cursuri la Universitatea Catolică din Leuven.
În 1968 Universitatea Catolică din Leuven s-a divizat pentru a forma două instituții:
- Katholieke Universiteit Leuven, de limbă olandeză, situat în principal în Louvain.
- Université catholique de Louvain, francofon, situat în principal în apropiere Louvain-la-Neuve.

## Biblioteca

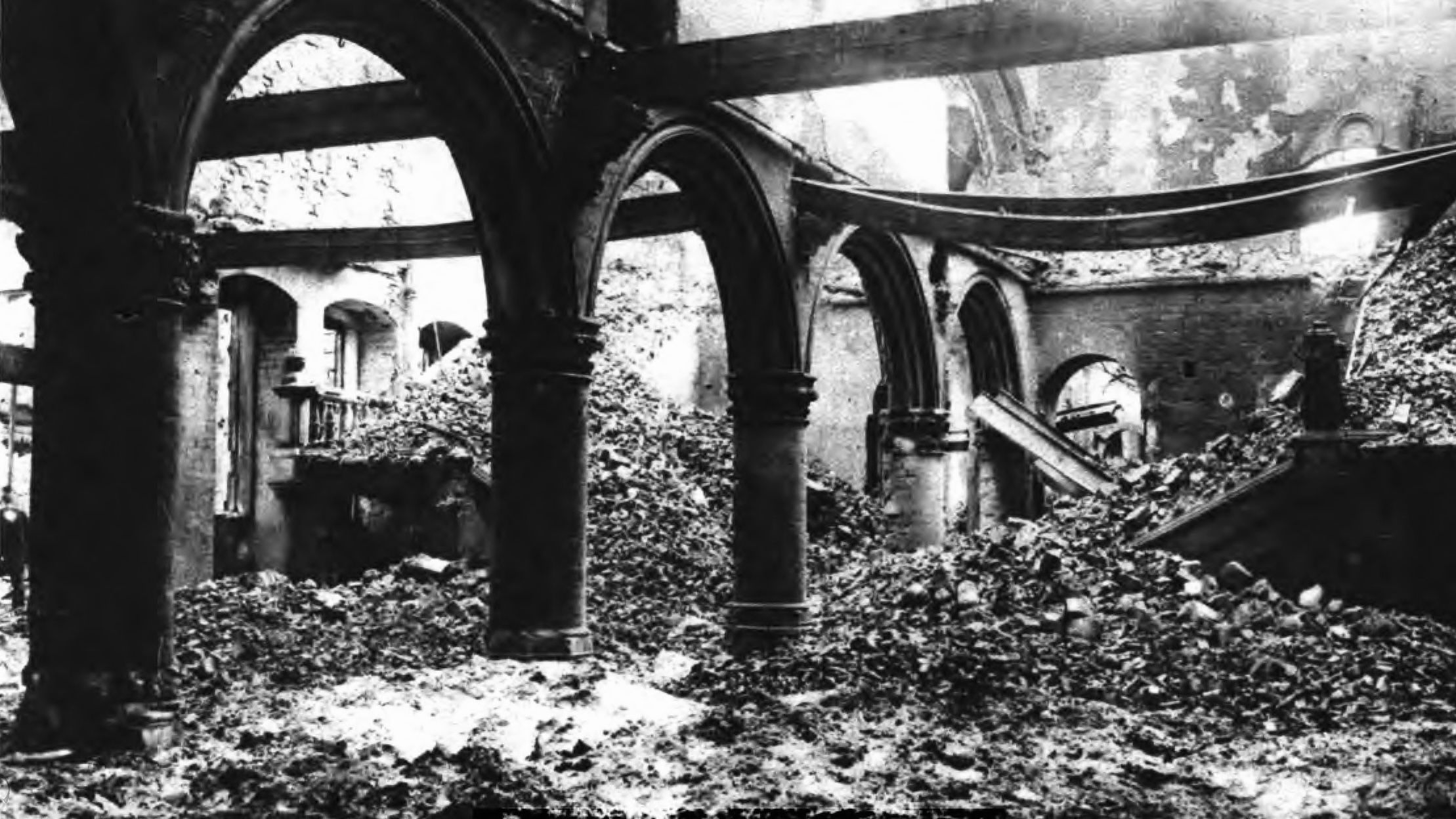
Ruinele bibliotecii Universității Catolice din Leuven, după ce biblioteca a fost arsă de armata germană în 1914.

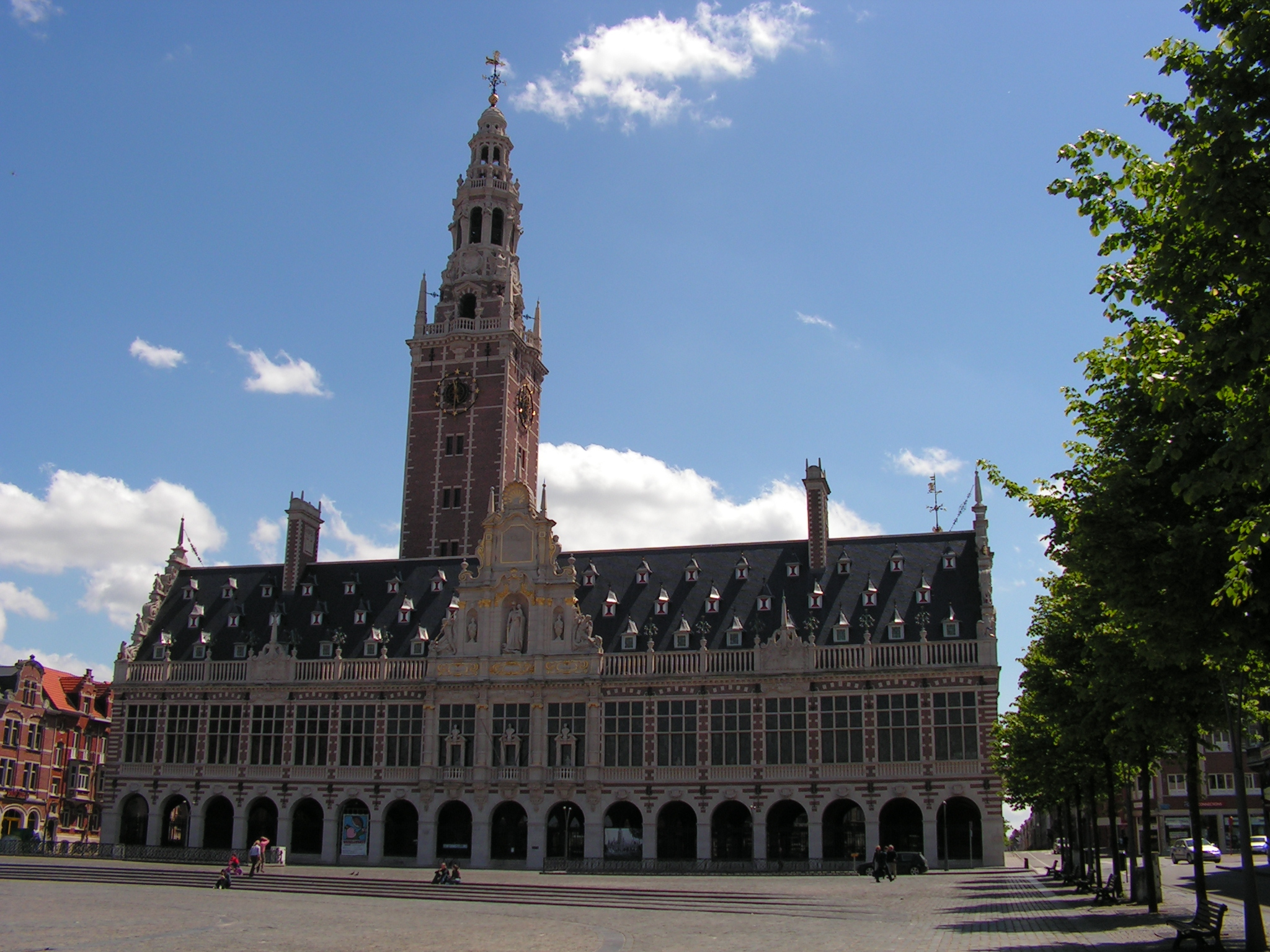
Clădirea bibliotecii proiectată de Whitney Warren și construită în 1921-1928.

Deținerile Universității catolice moderne din Leuven datează din 1834. Colecțiile sale principale au fost organizate într-o clădire din Naamsestraat, datând din secolul al XVII-lea. Numai colecțiile din universitate au fost pierdute de la reînnoirea sa. Manuscrisele și cele mai valoroase lucrări ale universității vechi pre-revoluționare au fost transportate la Biblioteca Națională din Paris, în timp ce cea mai mare parte a exploatațiilor (cel puțin oficial) a fost transferată la Școala Centrală din Bruxelles, succesorul legal oficial de la Universitatea Veche din Leuven. Biblioteca Școlii Centrale din Bruxelles avea aproximativ 80.000 de volume, care apoi au devenit parte din biblioteca de la Bruxelles și apoi viitoarea Bibliotecă Regală a Belgiei, unde se află încă. Arhivele extensive ale Universității Vechi sunt acum parte a Arhivelor de Stat din Belgia.